# Spedizione di Edi
La spedizione di Edi fu una ribellione presso Edi, un piccolo villaggio dell'odierna Indocina, scoppiata nel 1898 contro il governo delle Indie orientali olandesi.

## Antefatto
La Reggenza di Aceh Timur, alla fine dell'Ottocento era composta da una serie di stati economicamente forti, basati perlopiù sulla produzione di pepe, una spezia molto ricercata in Europa. Gli olandesi della Compagnia olandese delle Indie orientali ad ogni modo era sicura che gli uleebalang, il popolo che controllava la parte orientale di Sumatra, non erano intenzionati ad accettare la sovranità olandese per quanto questi ultimi avessero concesso ai primi di continuare formalmente a riconoscersi in piena sovranità.
Le aree ad ogni modo continuavano a rifiutare di sottomettersi malgrado il rinnovo dei privilegi da parte degli olandesi. Tutti i moli e i porti della costa di Aceh vennero quindi bloccati dagli olandesi di modo che le merci in entrata ed in uscita risultassero bloccate, nella speranza che col blocco commerciale la situazione sarebbe mutata. Gli olandesi schierarono navi da guerra per sorvegliare tutte le acque costiere dell'area.
Gli olandesi, che consideravano di utilizzare anche la forza contro l'insistenza dei nativi locali, erano determinati anche nel voler avere l'esclusiva di questi commerci e nel mantenere saldamente il controllo dell'area.

## La spedizione di Edi
Tra gli oppositori al governo olandese, il piccolo villaggio di Edi decise ad ogni modo di issare la bandiera delle Indie orientali olandesi il 7 maggio 1873, sottomettendosi quindi formalmente al governo olandese. La città ottenne in cambio il permesso di vendere liberamente il pepe presso l'isola di Penang, creando così un dislivello a livello di tassazione. Secondo l'antica consuetudine, infatti, per ogni sacco di pepe venduto vi era una tassa chiamata "tassa del sultano" che, dalla caduta del sultanato di Aceh, spettava ora agli olandesi. A causa del blocco navale, dunque, si era aperta una notevole rivalità tra le città dell'area sottoposte al blocco navale e quindi con un bassissimo prezzo di produzione e di guadagno, e la città di Edi che, godendo del favore degli olandesi, continuava a trarre ottimi vantaggi economici dall'esportazione del pepe, non avendo più nemmeno dei concorrenti nella regione.
Si aprirono dei conflitti a livello locale che richiesero quindi l'intervento del generale olandese Joannes Benedictus van Heutsz che si portò coi suoi uomini a Edi per sopprimere le rivolte, operando continuativamente dal 6 al 24 luglio 1898.